# 11 Dywizja Piechoty (III Rzesza)
11 (Wschodniopruska) Dywizja Piechoty (niem. 11. Infanterie-Division) – niemiecka dywizja z czasów II wojny światowej, uczestniczyła w agresji na Polskę i Francję oraz w ataku na Związek Radziecki.

## Formowanie i walki
Sformowana w 1934 pod ukrytą nazwą Infanterieführer I, miejsce stacjonowania sztabu Olsztyn. Na mocy rozkazu z dnia 15 października 1935 otrzymała oficjalną nazwę 11. Dywizja Piechoty. Stacjonowała w I. Okręgu Wojskowym.
Zmobilizowana rozkazem z dnia 18 sierpnia 1939 i skoncentrowana w rejonie Nidzicy. Już pierwszego dnia wojny przekroczyła granicę polsko-niemiecką na południe od Nidzicy i rozpoczęła ciężkie walki o przełamanie polskich umocnień w obszarze Mława–Chorzele. W trakcie tych walk ranny został pułkownik Klein dowódca 44. pułku piechoty. Po przełamaniu polskiej obrony dywizja prowadziła walki pościgowe przez Ciechanów w stronę Narwi, którą przekroczyła w rejonie Pułtuska, następnie w walce przekroczyła Bug pod Wyszkowem i szybkim marszem zbliżała się do Warszawy. 12 września zdobyła Kałuszyn, a 19 września osiągnęła brzeg Wisły pomiędzy Karolówką a Pragą. Od 20 września do kapitulacji Warszawy jednostka uczestniczyła w walkach o Pragę. Następnie pomaszerowała przez Kałuszyn i Węgrów na linię demarkacyjną w rejon Sokołowa Podlaskiego, którą osłaniała do 2 listopada. Zluzowana pomaszerowała przez Mińsk Mazowiecki do Skierniewic i stamtąd została transportem kolejowym przewieziona przez Niemcy w rejon Remscheid.
10 maja 1940 niemiecka armia rozpoczęła Operację Gelb, 11 Wschodniopruska Dywizja Piechoty w pierwszym dniu kampanii osiągnęła przestrzeń na zachód od Kolonii, dzień później dotarła w obszar Maastricht i będąc ciągle w rezerwie Grupy Armii B forsownym marszem posuwała się przez Maleves, Binches, Douai w obszar na południe od Lille. Po silnym przygotowaniu artyleryjskim, które udzielił 11. pułk artylerii do ataku na południowe przedmieścia Lille ruszyły 23. i 44. pułk piechoty wsparte przez 11. oddział rozpoznawczy. Wieczorem miasto po zażartych walkach zostało zdobyte, wzięto wielu jeńców m.in. z 1. marokańskiej Dywizji Piechoty oraz zdobyto znaczną ilość sprzętu wojskowego. Następnego dnia, przed frontem dowódcy dywizji generałem-porucznikiem Herbertem von Böckmannem, odbyła się defilada pododdziałów dywizji.

W następnych dniach dywizja została przerzucona na północ od Sommy. W drugiej części kampanii na zachodzie, dywizja przekracza Sommę niedaleko Amiens i forsownie maszerując zbliżała się do Sekwany czekając na uderzenie na Paryż. Jednak do szturmu na stolicę Francji nie dochodzi i dywizja Sekwanę przekracza na północny zachód od Paryża w rejonie Les Andelys i kontynuuje szybki marsz przez Dreux, Chatres, Le Mans i Angers w rejonie napotkała zdecydowany opór oddziałów francuskich broniących linii Loary, dywizja dokonała zwrot w stronę Saumuri na południe od miasta przekroczyła bez walki Loarę. Dalej prowadziła pościg za nieprzyjacielem i zawieszenie broni zastało dywizję w obszarze Thouars,następnie samochodami ciężarowymi została przewieziona przez Niort, Saintes, Bordeaux, Mont - de - Marsan, Dax i osiągnęła hiszpańską granicę. 

Po zakończeniu kampanii rozpoczęła służbę okupacyjna i ochronną na wybrzeżu Zatoki Baskijskiej na odcinku Hendaye–Biarritz, którą pełniła do marca 1941, kiedy to została zluzowana i przetransportowana do Prus Wschodnich.
W pierwszym okresie została skoncentrowana na poligonie Stablacker. Następnie została przeniesiona w przestrzeń Labiau, gdzie przygotowywała się do ataku na Związek Radziecki.
W 1942 r. około 30% żołnierzy to obywatele polscy.

## Dowództwo dywizji
Dowódcy:
- gen. por. Günther von Niebelschütz 1 X 1934 – 1 IV 1937
- gen. por. Max Bock[4] 1 IV 1937 – 23 X 1939
- gen. por. Herbert von Böckmann 23 X 1939 – 26 I 1942
- gen. por. Siegfried Thomaschki 26 I 1942 – 7 IX 1943
- gen. por. Karl Burdach 7 IX 1943 – 1 IV 1944
- gen. por. Hellmuth Reymann 1 IV 1944 – 18 XI 1944
- gen. por. Gerhard Feyerabend 18 XI 1944 – 9 V 1945

Szefowie sztabu:
- mjr Lothar Schäfer (w czasie agresji na Polskę[4])

## Struktura organizacyjna
- Struktura organizacyjna w sierpniu 1939:
  - 2  pułk piechoty: miejsce postoju sztabu, II  batalionu, 13  kompanii moździerzy i 14 kompanii przeciwpancernej – Olsztyn, I  batalionu – Szczytno, III  batalionu – Biskupiec;
  - 23  pułk piechoty: miejsce postoju sztabu, I  i II  batalionu – Kętrzyn, III  batalionu – Giżycko, batalionu rezerwowego - Ełk;
  - 44  pułk piechoty: miejsce postoju sztabu, III  batalionu, 13  kompanii moździerzy i 14  kompanii przeciwpancernej – Bartoszyce, I  batalionu – Mrągowo, II  batalionu – Lidzbark Warmiński;
  - 11  pułk artylerii: miejsce postoju sztabu i III  dywizjonu – Olsztyn, I  dywizjonu – Lidzbark Warmiński, II  dywizjonu – Giżycko;
  - I  dywizjon 47  pułku artylerii ciężkiej: miejsce postoju – Kętrzyn;
  - 11  batalion pionierów: miejsce postoju – Giżycko;
  - 11  oddział przeciwpancerny: miejsce postoju – Olsztyn;
  - 11  oddział łączności: miejsce postoju – Olsztyn;
  - 11  oddział obserwacyjny: miejsce postoju – nie został sformowany;
- Struktura organizacyjna w styczniu 1940:
  - 2, 23  i 44  pułk piechoty, 11 pułk artylerii, I dywizjon 47 pułku artylerii ciężkiej, 11  batalion pionierów, 11  oddział rozpoznawczy, 11  oddział przeciwpancerny, 11  oddział łączności, 11  polowy batalion zapasowy;
- Struktura organizacyjna w październiku 1944:
  - 2, 23  i 44  pułk grenadierów, 11  pułk artylerii, I  dywizjon 47  pułku artylerii ciężkiej, 11  batalion pionierów, 11  batalion fizylierów, 11  oddział przeciwpancerny, 11  oddział łączności, 11  polowy batalion zapasowy